# Porphyrie cutanée tardive
 Mise en garde médicale
La porphyrie cutanée tardive (PCT) est un type de porphyrie chronique caractérisée par une peau fragile et des cloques douloureuses dans les zones de la peau qui reçoivent des niveaux plus élevés d'exposition au soleil, comme le visage et le dos des mains. Ces cloques ou bulles éclatent facilement, entraînant des érosions, des croûtes et des ulcères superficiels,. On observe souvent une couleur de peau plus foncée et une croissance supplémentaire des poils du visage. La guérison est généralement lente, entraînant des cicatrices et des miliums, tandis que des changements tels que la perte de cheveux et des altérations des ongles peuvent également survenir. Une teinte légèrement violacée peut être observée autour des yeux. Une peau épaisse semblable à la sclérodermie peut se développer sur les doigts, le cuir chevelu, derrière les oreilles, à l'arrière du cou ou à l'avant de la poitrine,. L'urine peut paraître foncée. Contrairement à d’autres porphyries, la PCT ne provoque pas de maladie grave.
Le trouble résulte d'un déficit en uroporphyrinogène III décarboxylase, utilisée dans la production d'hème, un composant vital de l'hémoglobine. On la divise généralement en trois types : familiale, non familiale et acquise. Cette affection peut être liée à une maladie du foie et à des antécédents de consommation excessive d’alcool. Il s'agit d'une complication reconnue de l'hépatite C. D'autres affections associées comprennent le diabète de type 2, le syndrome métabolique, le VIH, et l'hémochromatose,. Le tabagisme et l’utilisation d’œstrogènes chez les hommes atteints d'un cancer de la prostate et chez les femmes prenant la pilule contraceptive combinée peuvent également déclencher une PCT. Une dialyse rénale peut entraîner une rétention de porphyrines et provoquer une PCT.
Les tests comprennent généralement des analyses de sang, un test de la fonction hépatique, de la fonction rénale, une numération globulaire complète, la ferritine, la sérologie hépatite B, hépatite C, VIH et l'HbA1C,. D'autres tests peuvent inclure la vérification de la fluorescence rose-rouge dans les urines avec une lampe de Wood, le test des porphyrines dans l'urine des 24 heures et la biopsie cutanée,. La pseudoporphyrie peut sembler similaire. La PCT peut être distinguée de l'épidermolyse bulleuse acquise par la présence d'un excès de poils. Le traitement de la PCT se concentre sur l’élimination de tous les facteurs contributifs, y compris l’alcool, les médicaments spécifiques et la gestion de l’hépatite C et du syndrome métabolique, le cas échéant. Bien que les écrans solaires classiques puissent offrir une protection limitée, les écrans solaires barrières constituent des alternatives plus efficaces. Porter un chapeau et des gants peut aider. D’autres options de traitement incluent la saignée. Une alternative est une faible dose de traitement antipaludique. Le traitement de l’hépatite C coexistante est généralement utile. Sans éliminer les facteurs déclenchants, la PCT a tendance à réapparaître. La récidive dans l’année suivant le traitement par saignée n’est pas courante. Les personnes atteintes de PCT ont un risque 3,5 fois plus élevé de développer un carcinome hépatocellulaire.
La PCT est rare, bien qu'elle soit le sous-type de porphyrie le plus courant,.

## Signes et symptômes
La PCT se caractérise généralement par une peau fragile et des cloques ou bulles douloureuses dans les zones de la peau qui reçoivent des niveaux plus élevés d'exposition au soleil, comme le visage et le dos des mains. Ces cloques éclatent facilement, provoquant des érosions, des croûtes et des ulcères superficiels,. On observe souvent une couleur de peau plus foncée et une croissance supplémentaire des poils du visage. La guérison est généralement lente, entraînant des cicatrices et des miliums, tandis que des changements tels que la perte de cheveux et des altérations des ongles peuvent également survenir. Une teinte légèrement violacée peut être observée autour des yeux. Une peau épaisse semblable à la sclérodermie peut se développer sur les doigts, le cuir chevelu, derrière les oreilles, à l'arrière du cou ou à l'avant de la poitrine,. L'urine peut paraître foncée avec une pointe de rougeur.
En plus des lésions cutanées, une maladie hépatique chronique est très fréquente chez les patients atteints de PCT sporadique. Il s’agit d’une fibrose hépatique (cicatrisation du foie) et d’une inflammation (hépatite). Cependant, les problèmes hépatiques sont moins fréquents chez les patients atteints de la forme héréditaire de la maladie. De plus, les patients émettent souvent une urine de couleur rouge foncée avec une concentration accrue d’uroporphyrine I en raison de leur déficit enzymatique.

### Carences en vitamines, minéraux et enzymes
Certaines carences en vitamines et minéraux sont fréquentes chez les personnes atteintes de porphyrie cutanée tardive. Les carences les plus courantes sont le bêta-carotène, le rétinol, la vitamine A et la vitamine C. Le bêta-carotène est nécessaire à la synthèse de la vitamine A et la vitamine A est nécessaire à la synthèse du rétinol. L’absence de protéine de liaison au rétinol est due à un manque de rétinol, nécessaire pour déclencher sa production.
Les porphyrines interagissent avec le fer, absorbant les photons pour créer des dérivés réactifs de l'oxygène, ce qui constitue le mécanisme d'action à l'origine des cloques douloureuses et qui démangent lors de la PCT. Les dérivés réactifs de l'oxygène consomment les antioxydants de la peau, le bêta-carotène, la vitamine E et la vitamine C. La supplémentation de ces trois vitamines réduit l'oxydation et diminue potentiellement la gravité de la formation de cloques. Aucune des trois vitamines ne peut inhiber à elle seule les effets néfastes des porphyrines oxydées, en particulier les uroporphyrines et les coproporphyrines, mais toutes les trois, travaillant ensemble en synergie, sont capables de neutraliser leurs effets néfastes.[réf. nécessaire]

## Génétique

La réaction catalysée par l'uroporphyrinogène décarboxylase

20 % des cas de porphyrie cutanée tardive sont hérités selon un mode autosomique dominant.

Les mutations héréditaires du gène UROD sont à l'origine d'environ 20 % des cas (les 80 % restants ne présentent pas de mutation du gène UROD et sont classés comme sporadiques). L'UROD produit une enzyme appelée uroporphyrinogène III décarboxylase, qui est essentielle au processus chimique qui conduit à la production d'hème. L’activité de cette enzyme est généralement réduite de 50 % dans tous les tissus chez les personnes atteintes de la forme héréditaire de la maladie.[réf. nécessaire]
Des facteurs non génétiques tels qu’un excès de fer ou des facteurs partiellement génétiques tels que les troubles liés à la consommation d’alcool et d’autres facteurs énumérés ci-dessus peuvent augmenter la demande en hème et en enzymes nécessaires à sa fabrication. La combinaison de cette demande accrue et de l’activité réduite de l’uroporphyrinogène décarboxylase perturbe la production d’hème et permet aux sous-produits du processus de s’accumuler dans le corps, déclenchant les signes et symptômes de la porphyrie cutanée tardive.[réf. nécessaire]
Le gène HFE produit une protéine qui aide les cellules à réguler l’absorption du fer du tube digestif vers les cellules du corps. Certaines mutations du gène HFE provoquent l'hémochromatose (un trouble de surcharge en fer ). Les personnes porteuses de ces mutations présentent également un risque accru de développer une porphyrie cutanée tardive.[réf. nécessaire]
Dans les 20 % de cas où la porphyrie cutanée tardive est héréditaire, elle est transmise selon un modèle autosomique dominant, ce qui signifie qu'une copie du gène altéré suffit à diminuer l'activité enzymatique et à provoquer les signes et symptômes de la maladie.[réf. nécessaire]

### Autres
Bien que les déficiences héréditaires en uroporphyrinogène décarboxylase conduisent souvent au développement de la PCT, il existe un certain nombre de facteurs de risque qui peuvent à la fois provoquer et exacerber les symptômes de cette maladie. L’un des facteurs de risque les plus fréquemment observés est l’infection par le virus de l'hépatite C. Une revue d’une série d’études sur la PCT a noté une infection par l’hépatite C dans 50 % des cas documentés de PCT. Les facteurs de risque supplémentaires comprennent les troubles liés à la consommation d’alcool, l’excès de fer (provenant des suppléments de fer ainsi que de la cuisson dans des poêles en fonte) et l’exposition aux hydrocarbures cycliques chlorés et à l'agent orange .[réf. nécessaire]
Il peut s’agir d’un phénomène paranéoplasique.

### Facteurs aggravants
- La consommation d'alcool [13]
- Œstrogène
- Fer [14]
- Virus de l'hépatite C [15]

## Pathogénèse
La porphyrie cutanée tardive est principalement causée par un déficit en uroporphyrinogène décarboxylase (UROD). L'uroporphyrinogène décarboxylase se présente dans la nature sous la forme d'un homodimère de deux sous-unités. Il participe à la cinquième étape de la voie de synthèse de l'hème et est actif dans le cytosol. Cette conversion enzymatique donne comme produit principal le coproporphyrinogène III. Ceci est accompli par l'élimination dans le sens des aiguilles d'une montre des quatre groupes carboxyles présents dans la molécule d'uroporphyrinogène III cyclique. Par conséquent, une déficience de cette enzyme provoque l'accumulation susmentionnée d'uroporphyrinogène et de porphyrinogène hepta-carboxylique, et dans une moindre mesure de porphyrinogène hexa-carboxylique et de porphyrinogène penta-carboxylique dans l'urine, ce qui peut être utile dans le diagnostic de ce trouble,.
Les symptômes dermatologiques de la PCT, qui comprennent des cloques et des lésions sur les zones de la peau exposées au soleil, sont causés par une accumulation de composés porphyrines (en particulier l'uroporphyrinogène) près de la surface de la peau qui ont été oxydés par les radicaux libres ou la lumière du soleil. Les porphyrines oxydées initient la dégranulation des mastocytes dermiques, qui libèrent des protéases qui catabolisent les protéines environnantes. Cela déclenche une boucle de rétroaction positive à médiation cellulaire qui correspond à la description d’une réaction d’hypersensibilité retardée de type 4 .[réf. nécessaire] Les cloques qui en résultent n'apparaissent donc pas immédiatement mais commencent à apparaître 2 à 3 jours après l'exposition solaire. En raison de la structure hautement conjuguée des porphyrines impliquant des liaisons carbone simples et doubles alternées, ces composés présentent une couleur violet foncé, entraînant la décoloration observée sur la peau. Une consommation excessive d’alcool diminue la production d’hepcidine, ce qui entraîne une augmentation de l’absorption du fer par l’intestin et une augmentation du stress oxydatif. Ce stress oxydatif conduit ensuite à l'inhibition de l'uroporphyrinogène décarboxylase, créant un excès d'uroporphyrinogène III qui est oxydé à partir des porphyrinogènes relativement inoffensifs en leur forme de porphyrines oxydées. Des cas concentrés de stress oxydatif (alcool, traumatisme physique, stress psychologique, etc.) provoquent une sécrétion hépatique de ces porphyrines dans la circulation sanguine où elles sont alors susceptibles d’être oxydées.[réf. nécessaire]
La forte association entre la PCT et l’infection par le virus de l’hépatite C n’est pas entièrement comprise. Des études ont suggéré que l’effet cytopathique du virus sur les hépatocytes peut conduire à la libération de fer libre. Ce fer peut perturber l’activité du cytochrome p450, libérant des espèces d’oxygène activées. Ceux-ci peuvent oxyder l'uroporphyrinogène, substrat de l'UROD, ce qui peut entraîner l'inhibition de l'UROD et conduire à une activité déficiente de cette enzyme clé.
La consommation excessive d’alcool est fréquemment associée à la fois à l’induction d’une PCT et à l’aggravation d’un diagnostic préexistant du trouble. On pense que cela se produit en provoquant des dommages oxydatifs aux cellules hépatiques, ce qui entraîne des espèces oxydées d’uroporphyrinogène qui inhibent l’activité de l’UROD hépatique. On pense également qu'il augmente l'absorption de fer dans les cellules hépatiques, ce qui entraîne une oxydation supplémentaire de l'uroporphyrinogène par la libération d'espèces d'oxygène activées. De plus, l’exposition aux hydrocarbures cycliques chlorés peut entraîner une déficience de l’activité de l’uroporphyrinogène décarboxylase, provoquant l’accumulation d’un excès d’uroporphyrinogène. Il a été démontré que l'alcool augmente l'activité de l'acide delta-aminolévulinique synthétase (ALA synthétase), l'étape enzymatique limitant la vitesse de synthèse de l'hème dans les mitochondries, chez le rat. Par conséquent, la consommation d’alcool peut augmenter la production d’uroporphyrinogène, exacerbant les symptômes chez les personnes atteintes de porphyrie cutanée tardive.[réf. nécessaire]

## Diagnostic
Bien que le symptôme le plus courant de la PCT soit l’apparition de lésions cutanées et de cloques, cette apparition n’est pas suffisante pour le diagnostic. Les tests de laboratoire révèlent généralement des niveaux élevés d’uroporphyrinogène dans l’urine, cliniquement appelés uroporphyrinogénurie. Il est recommandé de tester les facteurs de risque courants tels que l'hépatite C et l'hémochromatose, car leur prévalence élevée chez les patients atteints de PCT peut nécessiter des traitements supplémentaires. Si l'aspect clinique de la PCT est présent, mais que les analyses de laboratoire sont négatives, le diagnostic de pseudoporphyrie peut être envisagé.[réf. nécessaire]

### Classification
Certaines sources divisent la PCT en deux types : sporadique et familiale et d'autres sources incluent un troisième type moins courant.
| Taper                   | OMIM | Description |
| ----------------------- | ---- | --- |
| Type I (« sporadique ») | (en) | La porphyrie cutanée tardive de type I, la forme sporadique, est indiquée par un déficit en UROD qui est observé uniquement dans les cellules hépatiques et nulle part ailleurs dans le corps. Génétiquement, ces individus ne présenteront pas de déficience du gène UROD, bien que d’autres facteurs génétiques tels que la déficience en HFE (entraînant une hémochromatose et une accumulation de fer dans le foie) soient considérés comme jouant un rôle clé. Généralement, chez ces individus, divers facteurs de risque tels que la consommation d’alcool et l’infection par le virus de l’hépatite C coexistent et entraînent la manifestation clinique de la PCT. |
| Type II (« familial »)  | (en) | Les patients présentant une porphyrie cutanée tardive de type II présentent une déficience spécifique du gène UROD, transmise selon un modèle autosomique dominant. Les personnes présentant cette déficience sont hétérozygotes pour le gène UROD. Ils ne présentent pas une absence totale d'uroporphyrinogène décarboxylase fonctionnelle, mais seulement une forme déficiente de l'enzyme marquée par une conversion réduite de l'uroporphyrinogène en coproporphyrinogène. Par conséquent, l’expression de l’uroporphyrinogène décarboxylase sera réduite dans tout le corps de ces individus, tandis qu’elle est isolée dans le foie chez les patients de type I. Bien que cette déficience génétique soit la principale distinction entre la PCT de type I et de type II, les facteurs de risque mentionnés précédemment sont souvent observés chez les patients présentant une PCT de type II. En fait, de nombreuses personnes qui possèdent le gène UROD déficient passent souvent toute leur vie sans présenter de manifestation clinique de symptômes de PCT. |
| Type III                | -    | Le moins courant est le type III, qui n'est pas différent du type I dans la mesure où les patients possèdent des gènes UROD normaux. Malgré cela, la PCT de type III est observée chez plus d’un membre d'une même famille, indiquant une composante génétique sans rapport avec l’expression de l’uroporphyrinogène décarboxylase. |

Une étude a utilisé 74 % comme seuil d'activité UROD, les patients en dessous de ce nombre étant classés comme type II, et ceux au-dessus classés comme type III s'il y avait des antécédents familiaux, et type I s'il n'y en avait pas.
Des variantes génétiques associées à l'hémochromatose ont été observées chez les patients atteints de PCT, ce qui peut aider à expliquer la PCT héréditaire non associée à l'UROD.

## Traitement
La PCT étant une maladie chronique, une prise en charge globale de la maladie constitue le moyen de traitement le plus efficace. Il est essentiel que les patients diagnostiqués avec PCT évitent la consommation d’alcool, les suppléments de fer, l’exposition excessive au soleil (surtout en été), ainsi que les œstrogènes et les hydrocarbures cycliques chlorés, qui peuvent tous potentiellement aggraver le trouble. De plus, la gestion de l'excès de fer (en raison de la fréquence de l'hémochromatose chez les patients atteints de PCT) peut être réalisée par saignée. Il a été démontré qu’une carence en fer limite avait un effet protecteur en limitant la synthèse de l’hème. En l'absence de fer, qui doit être incorporé dans la porphyrine formée dans la dernière étape de la synthèse, l'ARNm de la synthase érythroïde 5-aminolévulinate (ALAS-2) est bloqué par la fixation d'une protéine cytosolique de liaison à l'élément sensible au fer (IRE), et la transcription de cette enzyme clé est inhibée.
De faibles doses d’antipaludiques peuvent être utilisées. La chloroquine ingérée par voie orale est complètement absorbée dans l’intestin et se concentre préférentiellement dans le foie, la rate et les reins. Ces médicaments agissent en éliminant l'excès de porphyrines du foie en augmentant le taux de sécrétion en formant un complexe de coordination avec le centre de fer de la porphyrine ainsi qu'une liaison hydrogène intramoléculaire entre une chaîne latérale propionate de la porphyrine et l'atome d'azote quinuclidine protoné de l'un ou l'autre alcaloïde. En raison de la présence de l'atome de chlore, l'ensemble du complexe est plus soluble dans l'eau, ce qui permet aux reins de l'éliminer préférentiellement de la circulation sanguine et de l'expulser par l'urine,,. Le traitement à la chloroquine peut induire des crises de porphyrie au cours des deux premiers mois de traitement en raison de la mobilisation massive de porphyrines du foie dans la circulation sanguine. Une rémission complète peut être observée dans un délai de 6 à 12 mois, car chaque dose d’antipaludiques ne peut éliminer qu’une quantité limitée de porphyrines et il faut généralement des décennies d’accumulation à éliminer. À l’origine, des doses plus élevées étaient utilisées pour traiter cette maladie, mais elles ne sont plus recommandées en raison de la toxicité hépatique,. Enfin, en raison de la forte association entre la PCT et l’hépatite C, le traitement de l’hépatite C (si présente) est essentiel au traitement efficace de la PCT. La chloroquine, l'hydroxychloroquine et la saignée sont généralement utilisées dans la stratégie globale de prise en charge.

## Épidémiologie
La prévalence du PCT est estimée à 1 sur 10.000. On estime que 80 % des cas de porphyrie cutanée tardive sont sporadiques. La fréquence exacte n'est pas claire car de nombreuses personnes atteintes de cette maladie ne présentent jamais de symptômes et celles qui en présentent sont souvent diagnostiquées à tort comme souffrant d'autre chose comme de la photodermatite idiopathique, d'allergies saisonnières ou d'urticaire.[réf. nécessaire]